# Elizabetin most
Elisabethin most (madžarsko Erzsébet híd, madžarska izgovorjava: [ˈɛrʒeːbɛt ˈhiːd]) je tretji najnovejši most v Budimpešti na Madžarskem, ki povezuje Budim in Pešto čez reko Donavo. Most je na najožjem delu Donave na območju Budimpešte in meri le 290 m. Ime je dobil po Elizabeti Bavarski, priljubljeni kraljici in cesarici Avstro-Ogrske, ki je bila umorjena leta 1898. Danes njen velik bronasti kip stoji ob mostu na Budimski strani mostu sredi majhnega vrta.
Prvotni most v eklektičnem flamboyant slogu je bil zgrajen med letoma 1897 in 1903. Med drugo svetovno vojno je bil uničen, med letoma 1961 in 1964 pa je bila zgrajena precej poenostavljena brutalistična različica brez kakršnih koli okraskov.
Njena dva konca sta:
- Trg 15. marca (z najstarejšo cerkvijo v Pešti, župnijsko cerkvijo v Notranjem mestu, zgrajeno v 13. stoletju) in znamenito restavracijo Mátyás Pince.
- Trg Döbrentei v Budimu s spomenikom svetega Gellérta na griču Gellért, kipom kraljice Elizabete ter kopališčema Rácz in Rudas v bližini. Na tem območju trenutno gradijo luksuzni zdraviliški hotel.

## Zgodovina
Prvotni stalni prehod, viseči most iz verig, je bil zgrajen med letoma 1897 in 1903 sredi korupcijskega škandala. Budimski konec mostu Erzsébet poteka neposredno v masivnem vznožju hriba Gellért, zaradi česar je potrebna zapletena ureditev cest za povezavo z mostom. Most je bil tako zasnovan, ker je bil lastnik določenega dela obrežja premožni plemič, član mestnega sveta. Želel je obogateti s prodajo zemljišča za gradnjo mostov in za ta namen podkupiti druge svetnike in inženirje. Uspelo mu je prodati zemljišče po močno napihnjenih cenah. V dobi konjskih vpreg vprašanje geometrije ni veljalo za pomembno in posledične so bile prikrite prekoračitve stroškov, zato ni prišlo do pregona. V zadnjih desetletjih je bilo veliko voznikov trajno poškodovanih ali ubitih v ostrem ovinku, ki sledi mostišču. Po nesreči leta 2004, v kateri je umrla družina, je bila za zahodne pasove uvedena omejitev hitrosti 40 km/h.
Prvotni most Erzsébet so skupaj s številnimi drugimi mostovi po vsej državi ob koncu druge svetovne vojne razstrelili umikajoči se inženirsi Wehrmachta. To je edini most v Budimpešti, ki ga ni bilo mogoče obnoviti v prvotni obliki. Slike in nekaj rešenih elementov starega mostu si lahko ogleda na travi pred Muzejem prometa v Mestnem parku.
Trenutno stoječi vitki beli kabelski most je bil zgrajen na isti lokaciji med letoma 1961 in 1964, ker si vlada ni mogla privoščiti gradnje popolnoma novih temeljev za most. Glavni kabli mostu so šesterokotnega preseka, sestavljeni iz tisočih elementarnih jeklenih žic sedmih različnih premerov, deloma zato, ker zgodnji računalniki niso mogli zagotoviti rešitve za serijo glavnega kabla s krožnim prerezom.
Zasnova Pála Sávolyja, ki je temeljila na zasnovi mostu Mülheim v Kölnu, je bila prva v srednji Evropi in ni brez slabosti. Tramvaj BKV in njegove težke tirnice so morali leta 1973 odstraniti z mostu, potem ko so se na konstrukciji pojavile razpoke.
Posebno razsvetljavo za Elisabethin most je ustvaril znani japonski oblikovalec luči Motoko Ishii, Japonska pa je k stroškom prispevala 120 milijonov forintov (450.000 EUR). Mestni svet Budimpešte je za projekt plačal 150 milijonov forintov. V letu 2009 mineva 140 let od vzpostavitve diplomatskih stikov med Avstro-Ogrsko monarhijo in Japonsko ter 50 let od ponovne vzpostavitve diplomatskih odnosov med Japonsko in Madžarsko.

## Kip Elizabete Bavarske
Po njenem atentatu leta 1898 je prišlo do takšnega izliva žalosti, da je bil poziv leta 1900 za postavitev spomenika Elizabeti Bavarski v Budimpešti podpisan. Zaporedni odbori so organizirali številne natečaje, da bi izbrali ustrezen dizajn, vendar je bil šele leta 1919 in v petem poskusu izbran dizajn kiparja Györgyja Zale. Nato je trajalo še 13 let, da je bil spomenik dokončan in nameščen na peštanski strani mostu. Poškodovala ga je nemška vojska, ko je leta 1945 razstrelila most. Hitro so ga popravili, nato pa je bila ugotovljena večja škoda, zaradi katere so ga leta 1953 morali odstraniti. Šele leta 1957 je bila dokončana popolna obnova in nameščen na svoji sedanji lokaciji na budimski strani mostu.

## Galerija
- Filmski posnetek o prvotnem mostu leta 1906
- Izvirni most v eklektičnem flamboyant slogu
- Most leta 2017
- Most iz zraka
- Most s peštanske strani pri Trgu 15. marca